# Жалибори
Жали́бори — село Більшівцівської селищної громади Івано-Франківського району Івано-Франківської області.

## Географія
Через село тече річка Уїздський Потік, права притока Нараївки.

## Топоніміка
Львівський історик Олег Купчинський вважає, що назва населеного пункту утворена від праслов'янського чи слов'янського імені Желібор. Існують і інші версії про походження даного найменування.
Згідно з іншим переказом, назва села походить від імені монаха-самітника Жилибора. На високому пагорбі він заснував монастир, поблизу якого виникло поселення, назване на його честь.
Уродженець села педагог Ілля Романів вважає, що ім'я Жилибор — це насправді перекручене прізвище Шеліборський, котре носив ігумен монастиря. Найправдоподібнішу версію висунули автори «Малої історичної енциклопедії Галицької землі» І. Петраш та М. Павлусь. На їхню думку, село назване на честь пана Желіборського — поміщика, який проживав на даній території. Відомості про шляхтичів Желіборських та їхній родовий герб доніс до нас вірш невідомого автора XVI ст.:
```
Желиборских двь косьі в купу ся злучили
Для того, аби волков драпьжньіх губили, 
Придано крест, знак певньїй менжного звьтязства, 
През крест всь з давньїх часов триумфуют паньства, 
А тому клейнотови подпорою славьі 
Зостал Арсеній ньінь з єпископской справьі.
```

У самих Жалиборах побутує легенда про те, що в давнину ця місцевість була вкрита непрохідними лісами — борами, у яких проживали люди. Отже, топонім Жалибори можна розділити на 2 складові частини: «жили» (обжиті, залюднені) — «бори». І ця версія виглядає єдиною правдоподібною, бо у випадку походження від імені назва неодмінно отримувала б форму присвійного прикметника з суфіксом -ів: «Жалиборів». А прізвище Желіборський, як і всі прізвища з закінченнями на -ський (-цький), є продуктом середньовічних замін давніх українських прізвищ на придомки, утворені від назви села-маєтку, і якийсь час придомки навіть писалися паралельно і поступово витісняли давнє родове прізвище.

## Історія
Археологічні розкопки наводять на думку, що на території Жалиборів могло існувати поселення ще в часи Київської Русі та Галицько-Волинського князівства. Дослідники знайшли в даній місцевості бронзову прикрасу XI ст., а на узвишші гори Монаховець — давньоримські та арабські монети.

### Перші документи
Уперше в історичних джерелах Жалибори згадуються в 1375 р. У 2-й пол. XIV ст. власником села був шляхтич українського походження Дмитро зі Скоморохів (зг. в 1385 р.), у 1-й пол. XV ст. — Петро зі Свистільників (зг. в 1440 р.). Після нього пункт перейшов до Михайла зі Свистільників (зг. в 1463 р.). У XIV — 1-й пол. XVI ст. село було невеликим за розмірами і в 1515 р. мало лише 1 лан орної землі. В 1578 р. їх стало 3, один із яких належав місцевому священику.

### Монастир
Колись давно ще у 14 ст. розпочав своє активне життя чоловічий монастир, збудований на височині неподалік села Жалибори. За переказами старожилів, його засновником був чернець Мелех, ім'я якого і дало назву монастирю і височині неподалік села, на якій розкинувся монастир. Мелеховець — ось як називають це місце, таємничість і святість якого збереглася і по сьогоднішній день. На найвищій точці Мелеховця височіє напівзруйнована скульптурна споруда «Святої» з латинськими написами, а на схилі під «Святою» німими свідками стоять руїни монастиря. Постать «Святої» видно з будь-якого місця в селі. А неподалік від неї б'є цілюще джерело, біля якого проходило Водохрестя, водою з якого хрестили дітей, омивали покійників.
Ченці монастиря обробляли поле неподалік Мелеховця, забезпечуючи собі існування. А ще займалися вони лікувально-цілительською діяльністю. Лікувальну сировину вони збирали кругом Мелеховця і на Касовій горі. Місцеві жителі зверталися до них за лікарською сировиною. І так жив і діяв монастир протягом трьох століть, поки десь у XIII—XIV ст. його спалили монголо-татари. Ченців перерізали, а монастир зруйнували настільки, що місцеві мешканці його відновити не змогли.
На пам'ять про знищену святиню жалиборці витесали із суцільної брили каменю скульптуру коронованої Богоматері з Дитятком на руках і встановили її на горі Монаховець.

### Середньовіччя
Працюючи на своїх полях, селяни протягом декількох століть були змушені обробляти і панські лани. В документах 2-ї пол. XVI — 1-ї пол. XVII ст. повідомляється про коморників, які один день на тиждень відробляли панщину. Крім роботи в полі, вони платили грошовий чинш, виконували різноманітні повинності тощо. У 1680 р., обурені збільшенням обсягу панщизняних робіт, жителі Жалиборів, Кінашева й Бовшева розпочали самовільну вирубку дерев у лісах пана Адама Росовського, чим завдали йому матеріальних збитків на 3 тис. злотих. У 1689 р. в Жалиборах і Кінашеві сарана з'їла усе збіжжя на полях, «а сіножаті були до того знищені, що навіть не було видно трави. Все навкруги залишилось пусткою». У селі почався голод, від якого померло багато людей.

### Землевласники
Довший час власниками населеного пункту були дідичі Кунашовські — Антоній (зг. в 1750—1797 рр.), Кароль (зг. в 1799 і 1803 рр.), Віктор (зг. в 1832 р.) і Норберт (помер 23 березня 1840 р., похований на сільському цвинтарі), а також Подлєська Юзефа (зг. в 1926—1930 рр.). У 1857 р. в Жалиборах засновано парохіяльну школу, яку із 58 дітей шкільного віку відвідувало лише 22 учнів. Спочатку в ній учителював дяк, а першим педагогом жалиборської школи став Василь Марущак (зг. в 1862 р.).

### Церква
На поч. XVIII ст. жалиборці побудували нову церкву на земельній ділянці, подарованій дідичами Кунашовськими. Відомий дослідник культової архітектури М. Драган у книзі «Українські дерев'яні церкви» так описував її: «Церква святого Іллі з дерева, тесаного сокирою, ліплена, покрита ґонтами, вікна оправлені в дерево, залізний замок, дзвіниця на фіртці». Переживши кілька ремонтів та реставрацій, жалиборський храм проіснував близько 180 років. У 1878 р. на його місці парафіяни розпочали будівництво нової церкви, яке тривало 2 роки. За свідченням старожилів, храм зводився майстрами з Гуцульщини.

### Перша світова війна і період ЗУНР
В часи Першої світової війни стали центром зіткнення австрійських та царських військ. Деяку допомогу в 1914 році надавали австрійцям на цій ділянці Січові Стрільці. В лісовому масиві над селом проходили численні укріплення австрійців, які довго не давали змоги наблизитись москалям. Під час Брусиловського прориву 1916 року село було взяте російськими військами. У 1915 р. під час бойових дій згоріло багато селянських хат, а також церковна дзвіниця, з якої російські солдати ще раніше забрали 4 маленькі і 5 великих дзвонів. Уцілів лише панський фільварок, у якому розміщувався штаб 239-го німецького полку.
У добу національно-визвольних змагань 1917—1921 рр. в лавах УГА воювало близько двох десятків мешканців села.

### Польська окупація
У 1939 році в селі проживало 810 мешканців (790 українців, 10 поляків і 10 євреїв).

#### Загинули в збройній боротьбі
Дані відсутні( згідно опрацьованих даних 2-х томника "Реабілітовані історією. Івано-Франківська область")

## Відомі люди
- Бандура Оксана Михайлівна — депутат Верховної Ради УРСР 10-го та 11-го скликання.